# Салін (округ, Небраска)
Шаблон:StateAbbr_ 40°32′ пн. ш. 97°08′ зх. д. / 40.53° пн. ш. 97.14° зх. д.
Округ Салін (англ. Saline County) — округ (графство) у штаті Небраска, США. Ідентифікатор округу 31151.

## Історія
Округ утворений 1867 року.

## Демографія
За даними перепису
2000 року
загальне населення округу становило 13843 осіб, зокрема міського населення було 5960, а сільського — 7883.
Серед мешканців округу чоловіків було 6845, а жінок — 6998. В окрузі було 5188 домогосподарств, 3507 родин, які мешкали в 5611 будинках.
Середній розмір родини становив 3,04.
Віковий розподіл населення поданий у таблиці:
| Стать    | До 15 років | 15-21 | 22-29 | 30-39 | 40-49 | 50-65 | 65-85 | Понад 85 |
| -------- | ----------- | ----- | ----- | ----- | ----- | ----- | ----- | -------- |
| Чоловіки | 1455        | 957   | 620   | 884   | 1007  | 962   | 834   | 126      |
| Жінки    | 1377        | 908   | 572   | 891   | 881   | 951   | 1065  | 353      |

## Суміжні округи
- Сюорд — північ
- Ланкастер — північний схід
- Ґейдж — південний схід
- Джефферсон — південь
- Теєр — південний захід
- Філлмор — захід
- Йорк — північний захід

## Виноски
1. ↑  US Decennial Census. US Census Bureau. Архів оригіналу за 12 травня 2015. Процитовано 11 грудня 2014.
2. ↑  Historical Census Browser. University of Virginia Library. Архів оригіналу за 11 серпня 2012. Процитовано 11 грудня 2014.
3. ↑  Population of Counties by Decennial Census: 1900 to 1990. US Census Bureau. Архів оригіналу за 27 квітня 2015. Процитовано 11 грудня 2014.
4. ↑  Census 2000 PHC-T-4. Ranking Tables for Counties: 1990 and 2000 (PDF). US Census Bureau. Архів оригіналу (PDF) за 18 грудня 2014. Процитовано 11 грудня 2014.
5. ↑  State & County QuickFacts. Бюро перепису населення США. Архів оригіналу за 18 липня 2011. Процитовано 22 вересня 2013. [Архівовано 2011-06-07 у Wayback Machine.](англ.) Наведено за англійською вікіпедією.
6. ↑  American FactFinder. Бюро перепису населення США. Архів оригіналу за 26 лютого 2012. Процитовано 31 січня 2008. [Архівовано 2008-05-21 у Wayback Machine.]

| США | Це незавершена стаття з географії США. Ви можете допомогти проєкту, виправивши або дописавши її. |